# Coghuf
Pour les articles homonymes, voir Ernst Stocker et Stocker.
Coghuf, né le 28 octobre 1905 à Bâle et mort le 13 février 1976 à Muriaux, de son vrai nom Ernst Stocker, est un peintre et sculpteur suisse qui a également réalisé des tapisseries et des vitraux.

## Biographie
Son père John Stocker était jardinier et chef de train. Il est le frère cadet du peintre Hans Stocker. De 1920 à 1924, il effectue un apprentissage de ferronnier d'art et s'initie à la sculpture avec Louis Weber. De 1925 à 1927, il vit à Paris avec son frère, et y travaille comme serrurier,. Il fait la connaissance de Jacques Lipchitz. Il entreprend en parallèle des études avec Willi Baumeister. Sous le pseudonyme de Coghuf, qu'il adopte dès 1927 pour se différencier de son frère, il se consacre ensuite entièrement à la peinture,. En 1928, il rejoint le groupe Rouge-Bleu formé par de jeunes artistes à Bâle,. Il retourne à Paris en 1931-1932 pour y suivre des cours à l’Académie de la Grande Chaumière,. En 1934, il fonde le groupe des artistes BBZ 8. En 1935, il s'installe aux Franches-Montagnes à Muriaux.
À partir de 1927, il réalise plusieurs peintures murales sur des bâtiments publics, comme au bureau de poste de Bâle (Bewegung), à l'école Isaak Iselin de Bâle (Les quatre heures), au collège secondaire de Delémont (1953-1954), à l'école de commerce de Bâle (Der Zaubergarten, 1961-1964) ou au gymnase de Binningen (Der Winter, 1968),,. De 1955 à 1969, il travaille à la mosaïque Kennen und erkennen située sur l'un des bâtiments de l'université de Bâle. En 1966-1967, il réalise les reliefs de l'église du Bon-Pasteur d'Altstätten (1966-1967).
Dès 1957, il réalise plusieurs vitraux, des tapisseries et des émaux, notamment les vitraux ou une partie des vitraux de l'église réformée de Moutier (1961), de l'aula de l'université de Saint-Gall (1963), de l'église Saint-Valbert de Soubey (1962), de l'église catholique de Peseux (1970), de la chapelle Sainte-Anne de Mettembert (1969-1970), de l'église de Lajoux (1971), de l'église Saint-François d'Assise de Mulhouse (1974), ainsi qu'une partie des vitraux du corps central du bâtiment des Bastions de l'université de Genève,.
En 1939, il épouse Hedwige Rudin avec qui il a dix enfants,.

## Style de peinture
Dans sa peinture, Coghuf a toujours évolué, de l’expressionnisme jusqu’à l’abstraction (terme qu’il considérait comme inapproprié pour définir sa peinture, lui préférant celui de peinture intérieure), pour revenir, à la fin de sa vie, à une expression figurative nouvelle.
Autour de 1930, il est sous l'influence d'un art social très en vogue au début du XXe siècle. À la fin des années 1940, il adopte une composition mouvementée. Dans les années 1950, il réussit à synthétiser sa maîtrise du paysage, de ses lignes ou de ses volumes avec des simplifications qui le conduiront plus tard aux limites de l'abstraction.